# Güttersbach
Güttersbach ist ein Ortsteil der Gemeinde Mossautal im südhessischen Odenwaldkreis.

## Geographie
Das offenes Dorf mit regellosem Grundriss Güttersbach liegt im Buntsandstein-Odenwald bei doppelseitiger Gehängelage, das Dorf verdichtet sich um den Kirchhügel. Es befindet sind ca. 7,5 km südwestlich von Erbach und 3,4 km südwestlich der Gemeindeverwaltung in Unter-Mossau. Das Gebiet des Ortsteils besteht aus der Gemarkung Güttersbach mit einer Fläche von 706 Hektar, davon sind 445 Hektar Wald. Die Ortslage befindet sich auf 300 bis 377 m ü. NHN und der höchste Punkt der Gemarkung ist der 548 m hohe Spessartskopf, an der Gemarkungsgrenze westlich der Ortslage. In der Gemarkung liegt der Siedlungsplatz Hof Möselbach.
Der von Wald umgebene Fremdenverkehrsort liegt am 2,4 km langen Güttersbach, der im Ort den von Westen kommenden Mornsbach aufnimmt und sich danach in Hüttenthal mit dem Streitbach zum Marbach vereinigt.
An den Ortsteil Güttersbach grenzen, von Norden beginnend, im Uhrzeigersinn, die Mossautaler Ortsteile Hiltersklingen, Hüttenthal, die Stadtteile Airlenbach und Olfen der Stadt Oberzent, der Ortsteil Affolterbach der Gemeinde Wald-Michelbach sowie Wahlen und Grasellenbach. Durch den Ort verläuft die Kreisstraße 47. Sie verbindet die Bundesstraße 460 in Hüttenthal mit der Landesstraße 3120 zwischen Olfen und Airlenbach.

## Geschichte

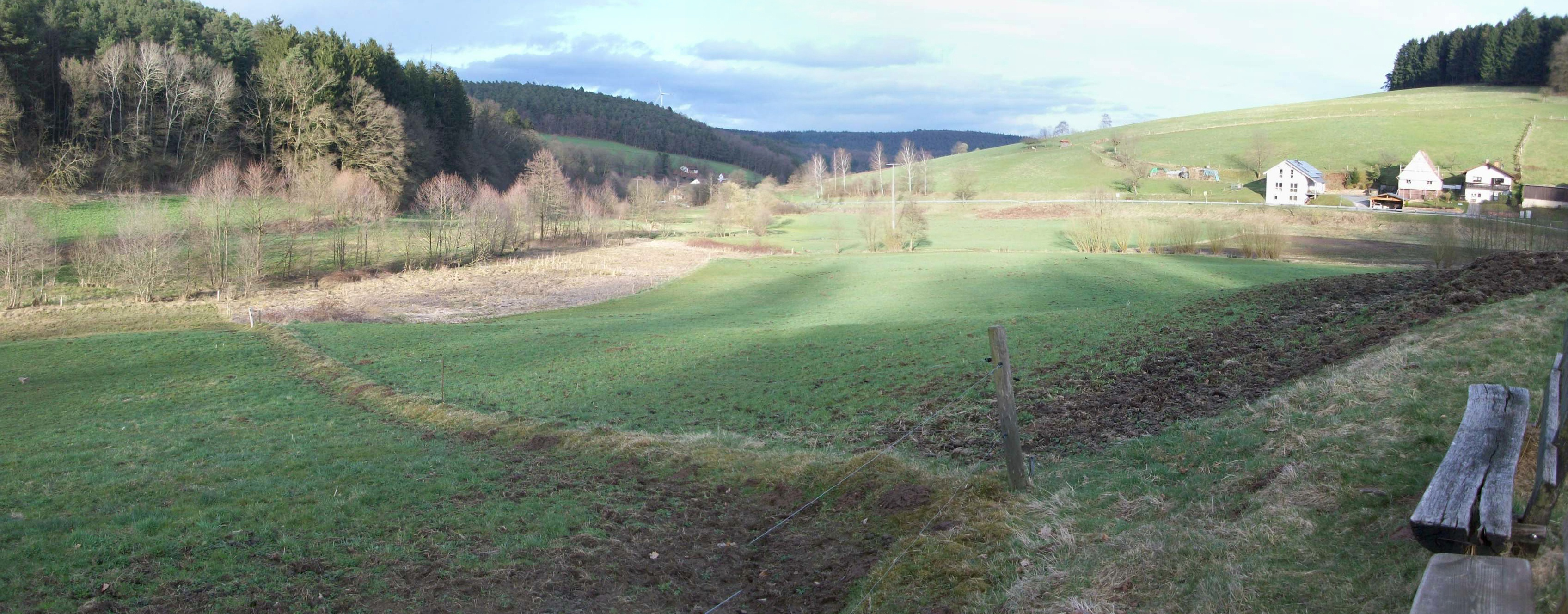
Panorama ins Tal: Vermutete Lage der abgegangenen Burg Güttersbach zwischen Mösselbach (links) und Güttersbach (rechts) nördlich des Mösselbachweges auf einem Wiesenstück

### Ortsgeschichte
Die älteste bekannte schriftliche Erwähnung von Güttersbach erfolgte unter dem Namen Gunderspach im Jahr 1290.
Gleichzeitig wurde eine Quellkirche erwähnt. Eine Mühle wurde im Jahre 1424 erstmals erwähnt. Weitere Erwähnungen erfolgten unter den Ortsnamen (in Klammern das Jahr der Erwähnung): Guderspach (1387), Gudirspach (1399), Guderspach (1443), Gudderßbach (1506) und Guderßbach (1522).
Der Ort war im Besitz der Schenken zu Erbach, zunächst der Linie Erbach-Reichenberg, später der Linie Erbach-Fürstenau. 1806 kam er im Zuge der Mediatisierungen aufgrund der Rheinbundakte an das Großherzogtum Hessen (Provinz Starkenburg, Amt Fürstenau), 1919 zum Volksstaat Hessen und 1945 zum Land Hessen.
Oberhalb des Mosselbaches wurden 1949 die Reste der Burg Güttersbach entdeckt.
Hessische Gebietsreform (1970–1977)
Zum 1. August 1972 wurde die bis dahin selbständige Gemeinde Güttersbach im Zuge der Gebietsreform in Hessen kraft Landesgesetz in die Gemeinde Mossautal eingegliedert.
Für Güttersbach, wie für alle im Zuge der Gebietsreform nach Mossautal eingegliederten Gemeinden, wurde ein Ortsbezirk gebildet.

### Verwaltungsgeschichte im Überblick
Die folgende Liste zeigt die Staaten und Verwaltungseinheiten, denen Güttersbach angehört(e):
- vor 1718: Heiliges Römisches Reich, Grafschaft Erbach, Amt Fürstenau
- ab 1718: Heiliges Römisches Reich, Grafschaft Erbach (Erbach-Fürstenauer Linie), Amt Fürstenau
- ab 1806: Großherzogtum Hessen (Souveränitätslande),[Anm. 2] Fürstentum Starkenburg, Amt Fürstenau (zur Standesherrschaft Erbach gehörig)
- ab 1815: Großherzogtum Hessen[Anm. 3] (Souveränitätslande), Provinz Starkenburg, Amt Fürstenau (zur Standesherrschaft Erbach gehörig)
- ab 1822: Großherzogtum Hessen, Provinz Starkenburg, Landratsbezirk Erbach[Anm. 4]
- ab 1848: Großherzogtum Hessen, Regierungsbezirk Erbach
- ab 1852: Großherzogtum Hessen, Provinz Starkenburg, Kreis Erbach
- ab 1871: Deutsches Reich,[Anm. 5] Großherzogtum Hessen, Provinz Starkenburg, Kreis Erbach
- ab 1918: Deutsches Reich, Volksstaat Hessen,[Anm. 6] Provinz Starkenburg, Kreis Erbach
- ab 1938: Deutsches Reich, Volksstaat Hessen, Landkreis Erbach[10][Anm. 7]
- ab 1945: Deutsches Reich, Amerikanische Besatzungszone,[Anm. 8] Groß-Hessen, Regierungsbezirk Darmstadt, Landkreis Erbach
- ab 1946: Deutsches Reich, Amerikanische Besatzungszone, Land Hessen, Regierungsbezirk Darmstadt, Landkreis Erbach
- ab 1949: Bundesrepublik Deutschland, Land Hessen, Regierungsbezirk Darmstadt, Landkreis Erbach
- ab 1972: Bundesrepublik Deutschland, Land Hessen, Regierungsbezirk Darmstadt, Odenwaldkreis, Gemeinde Mossautal[Anm. 9]

## Bevölkerung

### Einwohnerentwicklung
- 1961: 262 evangelische (= 87,63 %), 36 katholische (= 12,04 %) Einwohner[4]

| Güttersbach: Einwohnerzahlen von 1829 bis 2011 | Güttersbach: Einwohnerzahlen von 1829 bis 2011 | Güttersbach: Einwohnerzahlen von 1829 bis 2011 | Güttersbach: Einwohnerzahlen von 1829 bis 2011 | Güttersbach: Einwohnerzahlen von 1829 bis 2011 |
| --- | ---------------------------------------------- | ---------------------------------------------- | ---------------------------------------------- | ---------------------------------------------- |
| Jahr |                                                |                                                |                                                | Einwohner                                      |
| 1829 | 1829                                           |                                                | 296                                            | 296                                            |
| 1834 | 1834                                           |                                                | 300                                            | 300                                            |
| 1840 | 1840                                           |                                                | 326                                            | 326                                            |
| 1846 | 1846                                           |                                                | 333                                            | 333                                            |
| 1852 | 1852                                           |                                                | 327                                            | 327                                            |
| 1858 | 1858                                           |                                                | 318                                            | 318                                            |
| 1864 | 1864                                           |                                                | 317                                            | 317                                            |
| 1871 | 1871                                           |                                                | 293                                            | 293                                            |
| 1875 | 1875                                           |                                                | 303                                            | 303                                            |
| 1885 | 1885                                           |                                                | 298                                            | 298                                            |
| 1895 | 1895                                           |                                                | 287                                            | 287                                            |
| 1905 | 1905                                           |                                                | 283                                            | 283                                            |
| 1910 | 1910                                           |                                                | 256                                            | 256                                            |
| 1925 | 1925                                           |                                                | 288                                            | 288                                            |
| 1939 | 1939                                           |                                                | 263                                            | 263                                            |
| 1946 | 1946                                           |                                                | 353                                            | 353                                            |
| 1950 | 1950                                           |                                                | 321                                            | 321                                            |
| 1956 | 1956                                           |                                                | 303                                            | 303                                            |
| 1961 | 1961                                           |                                                | 299                                            | 299                                            |
| 1967 | 1967                                           |                                                | 311                                            | 311                                            |
| 1970 | 1970                                           |                                                | 282                                            | 282                                            |
| 1980 | 1980                                           |                                                | ?                                              | ?                                              |
| 1990 | 1990                                           |                                                | ?                                              | ?                                              |
| 2002 | 2002                                           |                                                | 420                                            | 420                                            |
| 2011 | 2011                                           |                                                | 399                                            | 399                                            |
| Datenquelle: Historisches Gemeindeverzeichnis für Hessen: Die Bevölkerung der Gemeinden 1834 bis 1967. Wiesbaden: Hessisches Statistisches Landesamt, 1968. Weitere Quellen: ; Zensus 2011 |                                                |                                                |                                                |                                                |

### Einwohnerstruktur 2011
Nach den Erhebungen des Zensus 2011 lebten am Stichtag, dem 9. Mai 2011, in Güttersbach 399 Einwohner. Darunter waren 24 (6,0 %) Ausländer.
Nach dem Lebensalter waren 45 Einwohner unter 18 Jahren, 108 zwischen 18 und 49, 96 zwischen 50 und 64 und 144 Einwohner waren älter.
Die Einwohner lebten in 177 Haushalten. Davon waren 57 Singlehaushalte, 63 Paare ohne Kinder und 42 Paare mit Kindern, sowie 12 Alleinerziehende und keine Wohngemeinschaften. In 57 Haushalten lebten ausschließlich Senioren und in 87 Haushaltungen lebten keine Senioren.

## Politik
Ortsbeirat
Für Güttersbach besteht ein Ortsbezirk (Gebiete der ehemaligen Gemeinde Rehbach) mit Ortsbeirat und Ortsvorsteher, nach Maßgabe der §§ 81 und 82 HGO und des Kommunalwahlgesetzes in der jeweils gültigen Fassung gebildet. Der Ortsbeirat besteht aus drei Mitgliedern. Bei den Kommunalwahlen in Hessen 2021 betrug die Wahlbeteiligung zum Ortsbeirat Güttersbach 68,9 %. Dabei wurden gewählt: ein Mitglied der CDU und zwei Mitglieder der Überparteilichen Wählergemeinschaft Mossautal (ÜWG). Der Ortsbeirat wählte Tanja Thomasberger (ÜWG) zur Ortsvorsteherin.

## Sehenswürdigkeiten
Im Zentrum des Ortes steht die mittelalterliche Quellkirche, die unter anderem eine einmanualige barocke Orgel beherbergt, die 1740 von Johann Friedrich Ernst Müller  (Heidelberg) gebaut wurde. Sie gehört zur evangelischen Kirchengemeinde.

## Wirtschaft und Infrastruktur
Durch Güttersbach verläuft in allgemeiner Nord-Süd-Richtung die Kreisstraße K 47, die die B 460 im Norden mit der Landesstraße L 3120 im Süden verbindet.
In der Ortsmitte befindet sich ein kleines Freibad.

## Persönlichkeiten
- Friedrich Wilhelm Bornscheuer (1917–2015), Bauingenieur, geboren in Güttersbach.